# لحلاح فاينبروني
اللحلاح الفاينبروني (باللاتينية: Colchicum feinbruniae) نوع نباتي يتبع جنس اللحلاح من الفصيلة اللحلاحية. سمي نسبة إلى عالم النبات فاينبرون.

## الموئل والانتشار
موطنه بلاد الشام.

## الوصف النباتي
النبات عشبي معمر. النبات سام كبقية أنواع اللحلاح.